# Muro di Bezengi
Il Muro di Bezengi (in georgiano ბეზენგის კედელი?; in russo Безенгийская стена, Bezengijskaja stena?; in lingua caraciai-balcara: Безенги Таула Тизгини) è una catena montuosa situata tra la Cabardino-Balcaria (Russia) e la Mingrelia-Alta Svanezia (Georgia). È la sezione più alta della catena principale del Caucaso, si trova tra i passi Canner (3887 m) a ovest e Dychnyauš (3836 m) a est.

## Descrizione
Posizionate sopra il ghiacciaio Bezengi, a formare un “muro” da ovest a est, si trovano le seguenti cime: 
- Lalveri (Ljal'ver, 4355 m)[2]
- Picco Esenin[3] (4346,3 m)
- Gestola (4860 m)[4]
- Katyn-Tau (4979 m)[5]
- Jangi-Tau Occidentale (5058,8 m)[6]
- Jangi-Tau Principale (5085 m)
- Jangi-Tau Orientale (5033,6 m)[6],
- Picco Shota Rustaveli (4960 m)[7][8]
- Shkhara Occidentale (5068,8 m)
- Shkhara Principale (5193,2 m)
- Shkhara Orientale (4866,5 m)[9].

Lungo la parete del Bezengi ci sono vie di arrampicata di grado di difficoltà 5b e 6a.